# 卡拉奇—白沙瓦铁路
卡拉奇－白沙瓦铁路（英語：Karachi–Peshawar Railway Line），又称为1号铁路干线（英語：Main Line 1，缩写为），是巴基斯坦一条连接卡拉奇与白沙瓦的铁路，是该国四条主要铁路线之一。该铁路由巴基斯坦铁路运营和维护，主线全长1,687（1,048英里），全程共设184个车站。
卡拉奇－白沙瓦铁路是巴基斯坦的主要客货运铁路线，全线客货运量占巴基斯坦全国的75%。目前的卡拉奇－白沙瓦铁路是由1861年至1900年间建成的四条铁路连接组成的，其中最早通车的卡拉奇－科特里段于1861年开通。作为中巴经济走廊的一部分，该铁路目前正进行全线升级改造，预计建成后均速可达160千米/时。

## 历史

### 兴建

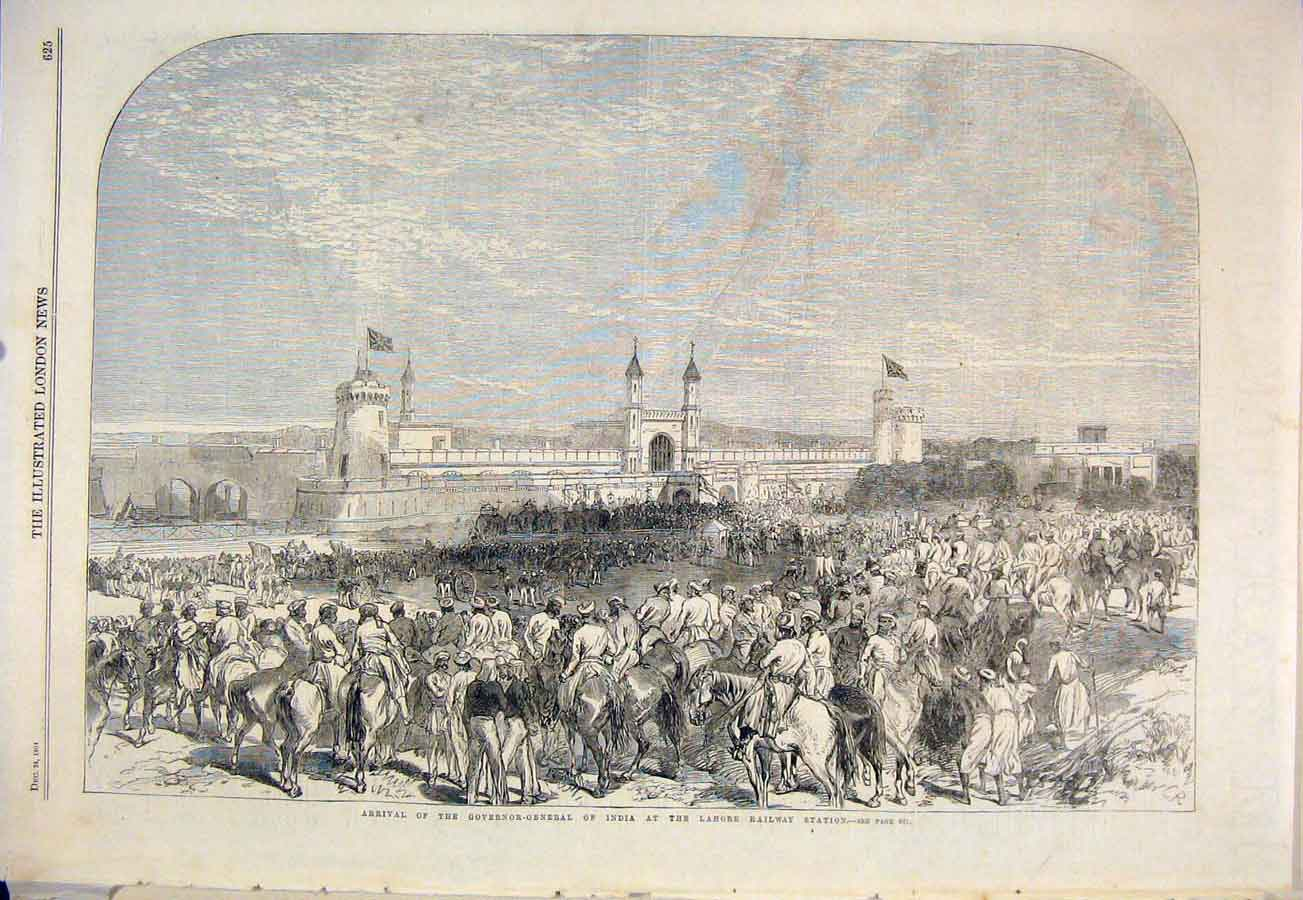
1864年，《伦敦新闻画报》刊载的印度总督约翰·劳伦斯，第一代劳伦斯男爵视察拉合尔车站的绘画。

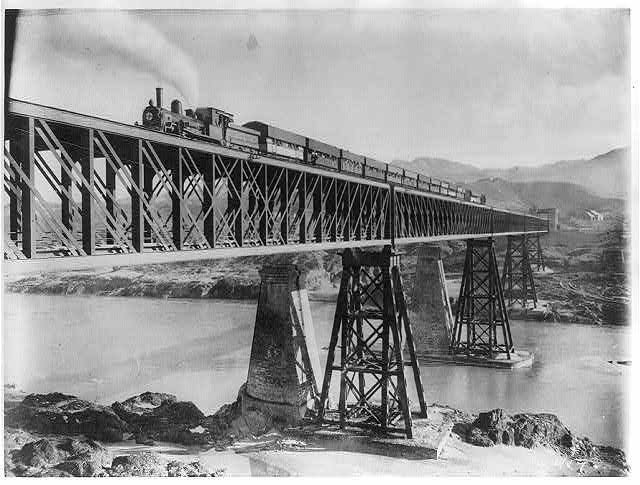
1895年，在阿托克大桥上疾驰的蒸汽机车。

1858年4月，信德铁路建设工程开工，该铁路是一条1,676毫米（5英尺6英寸）的宽轨铁路，将卡拉奇和科特里两座市镇相连。1861年，信德铁路建成通车，是该地区首条供公众使用的铁路:134-135。信德铁路通车后，印度河蒸汽船队开通木尔坦至科特里的航运线路，成为科特里的对外交通线路之一。
1861年末，连接木尔坦和拉合尔的旁遮普铁路落成通车，并在其后延伸到阿姆利则:134-135。至此，人们可通过乘坐信德铁路、印度河航运、旁遮普铁路来往信德省与旁遮普省，两地之间的旅行时间由40天缩短至48小时，加快了客货运时效性。
1870年，信德铁路、印度河蒸汽船队、旁遮普铁路和德里铁路公司合并组建信德、旁遮普和德里铁路公司，以提高信德与旁遮普之间的客货运输效率。但此时科特里和木尔坦之间仍然尚未有铁路交通连接，印度河和萨特莱杰河在当时是打通印度河流域南北交通的重要阻碍:84。
1871年，印度河谷国家铁路开通，并同时开始修建上穿萨特莱杰河的木尔坦至巴哈瓦尔布尔路段，同时继续向罗赫里推进:84。1876年，拉合尔至白沙瓦的旁遮普北部国家铁路建成:84。1879年，在印度河和萨特莱杰河上的阿托克大桥、皇后大桥通车后，印度河谷国家铁路罗赫里站投入运行，蒸汽渡轮在此运送八节列车车厢横渡印度河，从而连通罗赫里和苏库尔两岸的铁路交通:84。1885年，卡拉奇－白沙瓦沿线的全部铁路公司合并为西北国家铁路公司。1900年，卡拉奇－白沙瓦铁路全线通车。

### 转隶
1947年，印巴分治，卡拉奇－白沙瓦铁路位于新成立的巴基斯坦伊斯兰共和国境内，被英属印度政府划入新设的巴基斯坦西部铁路公司。1971年，巴基斯坦西部铁路公司更名为巴基斯坦铁路公司。

### 翻修
2015年4月20日，中国国家铁路局局长陆东福与巴基斯坦铁道部国务秘书、铁路委员会主席帕尔文˙阿格哈共同签署了《中国国家铁路局与巴基斯坦伊斯兰共和国铁道部关于开展1号铁路干线（ML1）升级和哈维连陆港建设联合可行性研究的框架协议》。协议将1号铁路干线升级和哈维连陆港建设列为中巴经济走廊交通基础设施领域优先推进项目，并将其列入第一阶段走廊建设计划表。中巴两国计划升级1号铁路干线，并将其向北延伸，经中巴边境口岸红其拉甫连至新疆喀什。该项目由中国国家铁路局与巴基斯坦铁道部共同主导，中国中铁承担铁路勘察设计工作，完工后卡拉奇—白沙瓦铁路运营速度将提升至160千米/小时。
2017年5月12日，中国国家发展和改革委员会副主任宁吉喆表示，巴基斯坦ML-1铁路既有线升级改造的可行性研究工作已经完成。但是动工因为巴方财政问题，以及与中国的贷款问题而一再推迟，直到2022年10月中國和巴基斯坦终于同意興建该鐵路項目，2023年巴基斯坦再次重申，希望该工程与喀拉蚩環形鐵路于年内开始实施。

## 线路

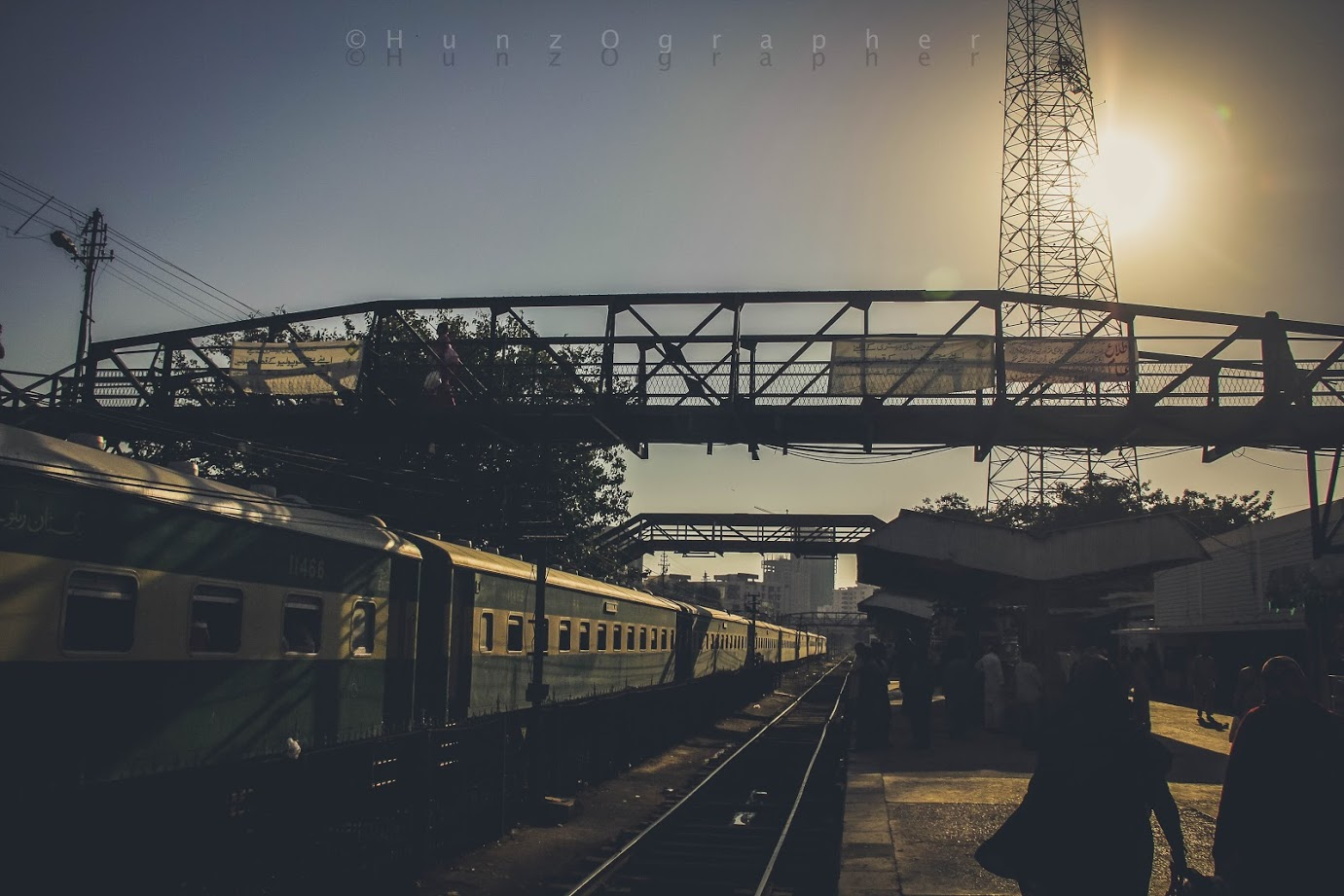
2018年，1号铁路干线上一列正在进站的班列。

卡拉奇－白沙瓦铁路行经信德省、旁遮普省和开伯尔-普赫图赫瓦省三省境内，是巴基斯坦铁路运输的主要通道。线路南端起于卡拉奇，沿东北方向经洛赫里、木尔坦、拉合尔后转西北方向，经拉瓦尔品第后止于白沙瓦。1号铁路干线全长1817公里，其中主线长1687千米，洛德兰至哈内瓦尔弦线为91千米，哈维连支线55.11千米。
巴基斯坦1号铁路干线属单复线混合铁路。既有铁路卡拉奇至木尔坦、拉合尔至沙赫德拉段以及查克拉拉至戈尔拉段为复线铁路，复线化路段总长1289.46千米。而沙赫德拉至查克拉拉段、戈尔拉至白沙瓦段、洛德兰至哈内瓦尔段（洛德兰至哈内瓦尔弦线）、塔克希拉至哈维连段（哈维连支线）为单线铁路，单线路段全长492.73千米。